# Кертіс Маршалл
Кертіс Маршалл (англ. Kurtis Marshall, нар. 25 квітня 1997) — австралійський легкоатлет, який спеціалізується в стрибках з жердиною.

## Спортивні досягнення
Учасник двох олімпійських замагнь зі стрибків з жердиною (2016, 2021). На Іграх-2016 не подолав кваліфікаційного раунду, а на Олімпіаді-2021 вийшов до фіналу, в якому не зміг взяти початкову висоту.
Дворазовий чемпіон Ігор Співдружності (2018, 2022).
Срібний призер чемпіонату світу серед юніорів (2016).
Багаторазовий чемпіон Австралії (2016—2018, 2022).